# Cystorchis variegata
Cystorchis variegata är en orkidéart som beskrevs av Carl Ludwig von Blume. Cystorchis variegata ingår i släktet Cystorchis, och familjen orkidéer. Inga underarter finns listade i Catalogue of Life.